# Grand Prix Formule 1 van Frankrijk 1953
De Grand Prix Formule 1 van Frankrijk 1953 werd gehouden op 5 juli op het circuit van Reims-Gueux in Reims. Het was de vijfde race van het seizoen. Er werd dit jaar voor het eerst gereden op een nieuwe configuratie van het circuit, waarbij onder meer de nieuw aangelegde bocht Virage de Muizon werd aangedaan.

## Uitslag
| Pos. | Nr. | Coureur               | Constructeur          | Rondes | Tijd / Oorzaak uitval | Grid | Punten |
| ---- | --- | --------------------- | --------------------- | ------ | --------------------- | ---- | ------ |
| 1    | 16  | Mike Hawthorn         | Ferrari               | 60     | 2:44:18.6             | 7    | 8      |
| 2    | 18  | Juan Manuel Fangio    | Maserati              | 60     | + 1.0                 | 4    | 7S     |
| 3    | 20  | José Froilán González | Maserati              | 60     | + 1.4                 | 5    | 4      |
| 4    | 10  | Alberto Ascari        | Ferrari               | 60     | + 4.6                 | 1    | 3      |
| 5    | 14  | Giuseppe Farina       | Ferrari               | 60     | + 1:07.6              | 6    | 2      |
| 6    | 12  | Luigi Villoresi       | Ferrari               | 60     | + 1:15.9              | 3    |        |
| 7    | 46  | Toulo de Graffenried  | Maserati              | 58     | + 2 Rondes            | 9    |        |
| 8    | 44  | Louis Rosier          | Ferrari               | 56     | + 4 Rondes            | 10   |        |
| 9    | 22  | Onofre Marimon        | Maserati              | 55     | + 5 Rondes            | 8    |        |
| 10   | 2   | Jean Behra            | Gordini               | 55     | + 5 Rondes            | 22   |        |
| 11   | 38  | Bob Gerard            | Cooper-Bristol        | 55     | + 5 Rondes            | 12   |        |
| 12   | 48  | Johnny Claes          | Connaught-Lea-Francis | 53     | + 7 Rondes            | 21   |        |
| 13   | 28  | Peter Collins         | HWM-Alta              | 52     | + 8 Rondes            | 17   |        |
| 14   | 30  | Yves Giraud Cabantous | HWM-Alta              | 50     | + 10 Rondes           | 18   |        |
| 15   | 32  | Louis Chiron          | Osca                  | 43     | + 17 Rondes           | 25   |        |
| NF   | 24  | Felice Bonetto        | Maserati              | 42     | Motor                 | 2    |        |
| NF   | 36  | Stirling Moss         | Cooper-Alta           | 38     | Koppeling             | 13   |        |
| NF   | 42  | Prince Bira           | Connaught-Lea-Francis | 29     | Differentieel         | 11   |        |
| NF   | 34  | Elie Bayol            | Osca                  | 18     | Motor                 | 15   |        |
| NF   | 40  | Ken Wharton           | Cooper-Bristol        | 17     | Wiellager             | 14   |        |
| NF   | 4   | Maurice Trintignant   | Gordini               | 14     | Transmissie           | 23   |        |
| NF   | 26  | Lance Macklin         | HWM-Alta              | 9      | Koppeling             | 16   |        |
| NF   | 6   | Harry Schell          | Gordini               | 4      | Motor                 | 20   |        |
| NF   | 8   | Roberto Mieres        | Gordini               | 4      | AS                    | 24   |        |
| NF   | 50  | Roy Salvadori         | Connaught-Lea-Francis | 2      | Ontsteking            | 19   |        |

## Statistieken
| Pole-position | Alberto Ascari     | Ferrari  | 2:41.2 |
| Snelste ronde | Juan Manuel Fangio | Maserati | 2:41.0 |

## Noot
- Tiende pole position voor Alberto Ascari.
- Eerste rondes als raceleider en Grand Prix-winst voor Mike Hawthorn en voor een Britse coureur.
- Dit was de 25ste race voor Giuseppe Farina en voor een Italiaanse coureur.

1906 · 1907 · 1908 · 1912 · 1913 · 1914 · 1921 · 1922 · 1923 · 1924 · 1925 · 1926 · 1927 · 1928 · 1929 · 1930 · 1931 · 1932 · 1933 · 1934 · 1935 · 1936 · 1937 · 1938 · 1939 · 1947 · 1948 · 1949 · 1950 · 1951 · 1952 · 1953 · 1954 · 1956 · 1957 · 1958 · 1959 · 1960 · 1961 · 1962 · 1963 · 1964 · 1965 · 1966 · 1967 · 1968 · 1969 · 1970 · 1971 · 1972 · 1973 · 1974 · 1975 · 1976 · 1977 · 1978 · 1979 · 1980 · 1981 · 1982 · 1983 · 1984 · 1985 · 1986 · 1987 · 1988 · 1989 · 1990 · 1991 · 1992 · 1993 · 1994 · 1995 · 1996 · 1997 · 1998 · 1999 · 2000 · 2001 · 2002 · 2003 · 2004 · 2005 · 2006 · 2007 · 2008 · 2018 · 2019 · 2021 · 2022